# Championnat du Dominion
Le Championnat du Dominion (en anglais Canadian Dominion Football Championship), aussi appelé Championnat de rugby du Dominion, Championnat canadien de rugby et autres variantes, est une compétition de football canadien tenue de 1884 à 1908 et à laquelle a succédé la coupe Grey à partir de 1909.

## Histoire
Le Championnat du Dominion est instauré en 1884 par la Canadian Rugby Football Union (CRFU), l'organisme qui chapeaute le football au Canada. Ce sport, alors couramment appelé rugby ou football rugby, commençait déjà à différer du rugby union originaire d'Angleterre. La CRFU organise le premier championnat en 1884, faisant se rencontrer les champions des deux ligues créées l'année précédente, l'Ontario Rugby Football Union et la Quebec Rugby Football Union. Deux autres organisations sont par la suite entrées en compétition pour le championnat du Dominion, soit la Canadian Intercollegiate Rugby Football Union en 1898, et la Interprovincial Rugby Football Union en 1907.
À cause principalement de désaccords entre les différentes organisations sur les règlements à utiliser (chaque ligue décidait du code de règles à utiliser pour ses matchs), le championnat ne s'est pas tenu à tous les ans.
Malgré le fait que la coupe Grey ait été présentée pour la première fois en 1909 et soit devenue au fil du temps le nom officiel du championnat canadien, le nom de « Championnat de rugby du Canada » (ou variantes) a encore longtemps été utilisé pour désigner la compétition, au moins jusqu'en 1931,. 

## Liste des matchs de championnat
| Édition | Date              | Gagnant                 | Ligue        | Pointage     | Perdant                                  | Ligue        | Stade                 | Ville        |
| ------- | ----------------- | ----------------------- | ------------ | ------------ | ---------------------------------------- | ------------ | --------------------- | ------------ |
| 1884    | 5 novembre 1884   | Montreal Football Club  | QRFU         | 30–0         | Argonauts de Toronto                     | ORFU         | Université de Toronto | Toronto      |
| 1885    | 12 novembre 1885  | Sélection de la QRFU    | QRFU         | 3–0          | Sélection de l'ORFU                      | ORFU         | Université de Toronto | Toronto      |
| 1886    | Pas de match      | Pas de match            | Pas de match | Pas de match | Pas de match                             | Pas de match | Pas de match          | Pas de match |
| 1887    | 5 novembre 1887   | Collège d'Ottawa        | ORFU         | 10–5         | Montreal Football Club                   | QRFU         | Université McGill     | Montréal     |
| 1888    | 15 novembre 1888  | Match nul               |              | 0–0          | Collège d'Ottawa, Montreal Football Club | ORFU, QRFU   | Université d'Ottawa   | Ottawa       |
| 1889    | Pas de match      | Pas de match            | Pas de match | Pas de match | Pas de match                             | Pas de match | Pas de match          | Pas de match |
| 1890    | Pas de match      | Pas de match            | Pas de match | Pas de match | Pas de match                             | Pas de match | Pas de match          | Pas de match |
| 1891    | 21 novembre 1891  | Osgoode Hall Law School | ORFU         | 21–10        | Montreal Football Club                   | QRFU         | Terrain de la MAAA    | Montréal     |
| 1892    | 10 novembre 1892  | Osgoode Hall Law School | ORFU         | 45–15        | Montreal Football Club                   | QRFU         | Rosedale Field        | Toronto      |
| 1893    | 23 novembre 1893  | Université Queen's      | ORFU         | 29–11        | Montreal Football Club                   | QRFU         | Terrain de la MAAA    | Montréal     |
| 1894    | 17 novembre 1894  | Collège d'Ottawa        | QRFU         | 8–7          | Université Queen's                       | ORFU         | Rosedale Field        | Toronto      |
| 1895    | 21 novembre 1895  | Université de Toronto   | ORFU         | 20–5         | Montreal Football Club                   | QRFU         | Terrain de la MAAA    | Montréal     |
| 1896    | 21 novembre 1896  | Collège d'Ottawa        | QRFU         | 12–8         | Université de Toronto                    | ORFU         | Rosedale Field        | Toronto      |
| 1897    | 2 décembre 1897   | Collège d'Ottawa        | QRFU         | 14–10        | Tigers de Hamilton                       | ORFU         | Terrain de la MAAA    | Montréal     |
| 1898    | 24 novembre 1898  | Rough Riders d'Ottawa   | ORFU         | 11–1         | Collège d'Ottawa                         | QRFU         | Université d'Ottawa   | Ottawa       |
| 1899    | Pas de match      | Pas de match            | Pas de match | Pas de match | Pas de match                             | Pas de match | Pas de match          | Pas de match |
| 1900    | 24 novembre 1900  | Rough Riders d'Ottawa   | ORFU         | 17–0         | Brockville Football Club                 | QRFU         | Rosedale Field        | Toronto      |
| 1901    | 23 novembre 1901  | Collège d'Ottawa        | QRFU         | 12–12        | Argonauts de Toronto                     | ORFU         | Terrain de la MAAA    | Montréal     |
| 1901    | 28 novembre 1901  | Collège d'Ottawa        | QRFU         | 18–3         | Argonauts de Toronto                     | ORFU         | Terrain de la MAAA    | Montréal     |
| 1902    | 15 novembre 1902  | Rough Riders d'Ottawa   | ORFU         | 5–0          | Collège d'Ottawa                         | QRFU         | Université d'Ottawa   | Ottawa       |
| 1903    | Pas de match      | Pas de match            | Pas de match | Pas de match | Pas de match                             | Pas de match | Pas de match          | Pas de match |
| 1904    | Pas de match      | Pas de match            | Pas de match | Pas de match | Pas de match                             | Pas de match | Pas de match          | Pas de match |
| 1905    | 25 novembre 1905  | Université de Toronto   | CIRFU        | 11–9         | Rough Riders d'Ottawa                    | ORFU         | Rosedale Field        | Toronto      |
| 1906    | 1er décembre 1906 | Tigers de Hamilton      | ORFU         | 29–3         | McGill University                        | CIRFU        | Université McGill     | Montréal     |
| 1907    | 30 novembre 1907  | Montreal Football Club  | QRFU         | 75–10        | Peterborough Pets                        | ORFU         | Université McGill     | Montréal     |
| 1908    | 28 novembre 1908  | Tigers de Hamilton      | ORFU         | 21–17        | Université de Toronto                    | CIRFU        | Rosedale Field        | Toronto      |

## References
1. ↑  Il n'existait pas de titre officiel en français pour ce championnat, les diverses traductions sont faites ad hoc par les journaux contemporains.
2. ↑  « Le championnat du rugby », sur Le Soleil, 23 novembre 1904 (consulté le 6 novembre 2021)
3. ↑  « Championnat de football rugby - Montreal vs. College d'Ottawa », sur La Presse, 15 octobre 1896 (consulté le 6 novembre 2021)
4. ↑  (en) Robert Sproule, « The Quebec Rugby Football Union: 1883-1906 - Part 1 » [PDF], sur Pro Football Researchers, The Coffin Corner, 2001 (consulté le 19 octobre 2021), p. 10
5. ↑  (en) Bob Sproule, « The First Canadian Championship » [PDF], sur Pro Football Researchers, The Coffin Corner, 1982 (consulté le 19 octobre 2021), p. 1
6. ↑  Cependant, des équipes universitaires jouaient déjà dans l'ORFU et la QRFU avant cette date.
7. ↑  (en) Robert Sproule, « The Ontario Rugby Football Union: 1883-1906 » [archive du 11 mars 2012] [PDF], sur Pro Football Researchers, The Coffin Corner, 1985 (consulté le 6 novembre 2021), p. 12
8. ↑  « Championnat du Canada sous les auspices de la Canadian Rugby Football Union », sur La Presse, 28 novembre 1907 (consulté le 6 novembre 2021)
9. ↑  (en) Robert Sproule, « The Quebec Rugby Football Union: 1883-1906 - Part 1 » [PDF], sur Pro Football Researchers, The Coffin Corner, 2001 (consulté le 8 novembre 2021), p. 14
10. ↑  En 1921 : « Champions canadiens de rugby », sur Le Canada, 23 novembre 1915 (consulté le 8 novembre 2021)
11. ↑  En 1931 : « Joute de rugby pour le championnat du Canada », sur La Presse, 4 décembre 1931 (consulté le 8 novembre 2021)
12. ↑  Stephen Brunt, 100 Grey Cups, 20 septembre 2012 (ISBN 9780771017445, lire en ligne)
13. ↑  Stephen Brunt, Tie game rematch on November 28th, 1901, 20 septembre 2012 (ISBN 9780771017445, lire en ligne)